# Giovanni Antonio Rocca

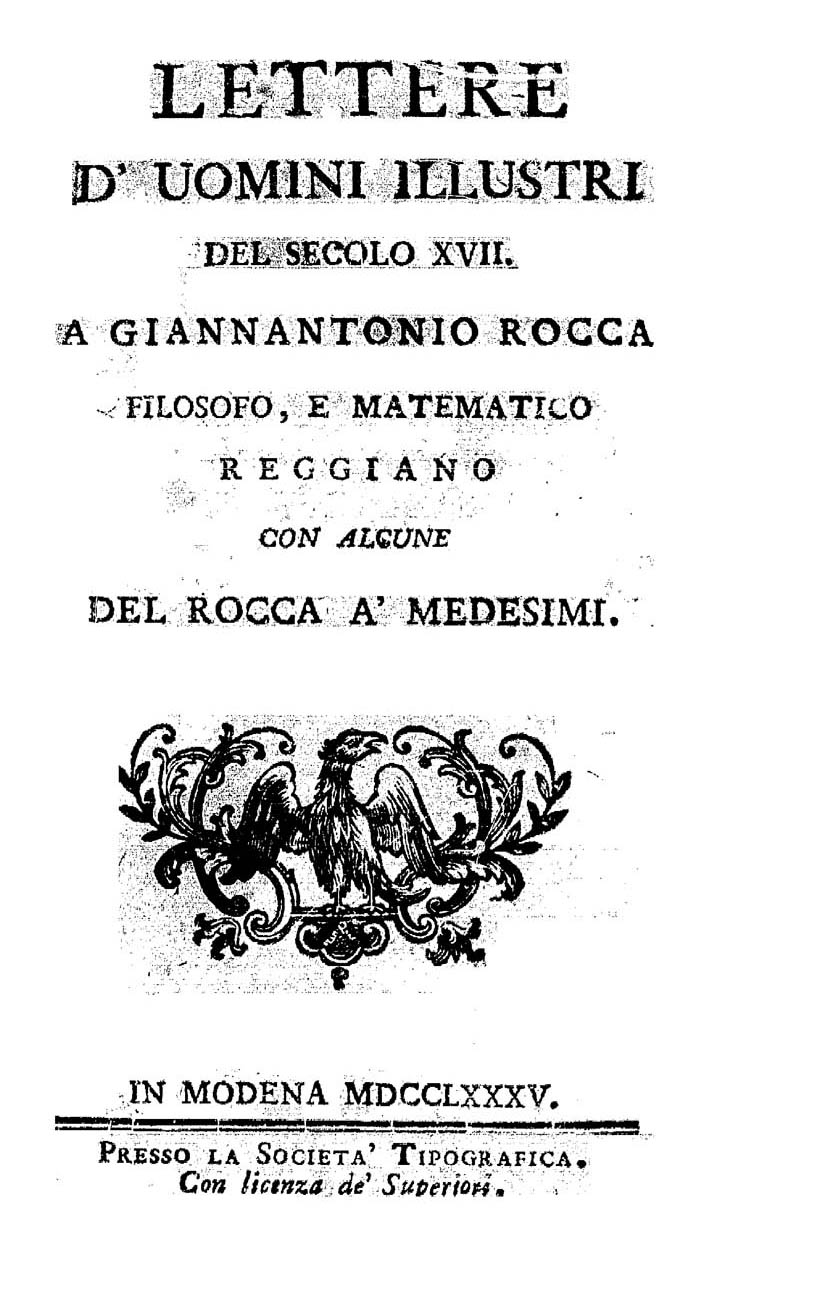
Lettere d’uomini illustri (1785)

Giovanni Antonio Rocca, auch Giannantonio Rocca (* 31. Oktober 1607 in Reggio Emilia; † 22. November 1656 ebenda), war ein italienischer Mathematiker.

## Leben
Giovanni Antonio Rocca wurde am 31. Oktober 1607 als Sohn des Grafen Ercole Rocca und von Laura Ruffini geboren. Nachdem sein Vater 1610 gestorben war, übernahm sein Onkel Flaminio, eine angesehene Person, Wohltäter und Mäzen, die Erziehung des Jungen. Nach ersten Studien in der Heimat wurde er 1624 zum weiteren Studium nach Parma an das von Ranuccio I. Farnese gegründete und seit 1604 unter jesuitischer Leitung stehende Collegio di Nobili geschickt, wo er einen philosophischen Abschluss erhielt.
Im Jahre 1627 kehrte Rocca nach Reggio zurück. 1644 heiratete er Laura di Giulio Zanelletti. Von ihren Kindern erreichte nur ein Sohn das Erwachsenenalter. Spätestens seit 1650 war er mit der Accademia reggiana degli Elevati verbunden. Die 1785 veröffentlichten Briefe an Rocca, unter anderem von Bonaventura Cavalieri, Marin Mersenne, Antonio Santini und Evangelista Torricelli, geben Auskunft über seine Interessen, etwa an der Algebra, er hatte Christophorus Clavius und François Viète studiert und verfolgte die 1637 erschienene kartesische Geometrie.
Neben der Mathematik interessierte er sich auch für Physik und Astronomie, er kannte die Arbeiten von Nikolaus Kopernikus und Johannes Kepler und unterstützte die Theorie des Vakuums.
Das oben erwähnte Werk über seine Korrespondenz enthält im Anhang auch eine Lebensbeschreibung Roccas, die von einem Nachfahren, Gaetano Rocca, verfasst wurde.
Schon früh litt Giannantonio Rocca an Gicht und teilweiser Erblindung. Er starb am 22. November 1656 in Reggio und wurde dort in der Kirche San Prospero beigesetzt, wo noch heute eine Gedenktafel an ihn erinnert.
Der Mondkrater Rocca ist nach Giovanni Antonio Rocca benannt.